# Alice Carter Cook
Alice Carter Cook (* 8. April 1868 in New York City, USA; † 14. Juni 1943) war eine US-amerikanische Botanikerin und Autorin. Cook war die erste Frau, die an einer amerikanischen Universität in Botanik promovierte. 

## Leben und Werk
Cook war die Tochter von Samuel Thompson Carter und Alantha Carter (geb. Pratt). Carter studierte am Mount Holyoke Female Seminary, bevor sie sich an der Syracuse University einschrieb und dort 1888 in Botanik als erste Frau promovierte.
Cook lehrte von 1888 bis 1891 am Mount Holyoke College, bevor sie 1892 die Cornell University besuchte, wo sie einen Master of Science in Botanik erwarb. Ihre Forschungsergebnisse über Bestäubungsprozesse wurden in zwei Artikeln in der Botanical Gazette veröffentlicht. Im Jahr 1892 heiratete sie den Botaniker Orator Fuller Cook, mit dem sie zwei Söhne und zwei Töchter bekam. Von 1895 bis 1899 war ihr Mann Präsident des Liberia College. Während der Jahre ihres Aufenthalts in Liberia unternahm sie mit ihrem Mann von November 1893 bis Januar 1894 und von Februar bis Oktober 1897 Expeditionen auf die Kanarischen Inseln. Cook erkundete Gran Canaria und Teneriffa, wobei die meisten ihrer Sammlungen von Gran Canaria stammen. Ein Hauptteil ihrer Sammlungen und ihrer Feldnotizen sind im U.S. National Herbarium im Smithsonian Nationalmuseum für Naturgeschichte untergebracht. Weitere Herbarsammlungen befinden sich in der Akademie of Natural Sciences der Drexel University (früher the Akademie der Naturwissenschaften von Philadelphia). Cook sammelte in allen kanarischen Ökosystemen und legte mehr als 900 verschiedene Sammlungen an. Sie war die erste Naturforscherin, die auf den Kanarischen Inseln Pflanzenmaterial sammelte und Berichte darüber veröffentlichte.
1898 schrieb sie zwei Artikel über die Flora der Kanarischen Inseln, die im Bulletin of the Torrey Botanical Club  und in Popular Science Monthly veröffentlicht wurden. Diese Papiere zeigen insgesamt neun Fotos, die endemische Pflanzen, Landschaften und traditionelle Verwendungen von Pflanzen darstellen. 1900 veröffentlichte sie einen weiteren Artikel auf der Grundlage ihrer zwei Besuche im Forschungsjournal American Anthropology, wobei sie sich auf die voreuropäischen Bewohner der Insel konzentrierte. Neben botanischen Veröffentlichungen verfasste Cook mehrere Artikel für Popular Science Monthly und Ladies' Home Journal und veröffentlichte Gedichte, Kurzgeschichten und zwei Theaterstücke.
Cook arbeitete mit der Botanikerin Henrietta Hooker zusammen. Ihr Sohn Robert C. Cook wurde Genetiker und Demograf.

## Veröffentlichungen (Auswahl)
- Michal. Forgotten Books, ISBN 978-1332157150.
- The Aborigines of the Canary Islands. American Anthropologist Vol. 2, Juli 1900.
- A Sketch of the Flora of the Canary Islands. Bulletin of the Torrey Botanical Club, Vol. 25, Juli 1898.[2]
- mit O. F. Cook: Polar Bear Cacti: Analogies between Polar Bears and Shaggy-Haired Cacti of the High Andes of Peru As Examples of Adaptation to Special Conditions of Existence. In: Journal of Heredity. Band 8, 1917, S. 113–120.